# Associação dos Matemáticos da Alemanha
A Associação dos Matemáticos da Alemanha (em alemão: Deutsche Mathematiker-Vereinigung - DMV) é a principal associação de matemáticos da Alemanha.
Foi fundada em 18 de setembro de 1890.
Georg Cantor foi um dos fundadores e seu primeiro presidente, e em sua lembrança a sociedade concede a medalha Cantor.

## Presidentes
- 1890-1893 Georg Cantor
- 1894 Paul Gordan
- 1895, 1904  Heinrich Weber
- 1897, 1903 und 1908  Felix Klein
- 1898 Aurel Voss
- 1899 Max Noether
- 1900 David Hilbert
- 1901, 1912 Walther von Dyck
- 1902 Wilhelm Franz Meyer
- 1905 Paul Stäckel
- 1906 Alfred Pringsheim
- 1907 Alexander von Brill
- 1909 Martin Krause, Dresden
- 1910 Friedrich Engel
- 1911 Friedrich Schur
- 1913 Karl Rohn
- 1914 Carl Runge
- 1915 Sebastian Finsterwalder
- 1916 Ludwig Kiepert
- 1917 Kurt Hensel
- 1918 Otto Hölder
- 1919 Hans Carl Friedrich von Mangoldt
- 1920 Robert Fricke
- 1921 Edmund Landau
- 1922 Arthur Moritz Schoenflies
- 1923 Erich Hecke
- 1924 Otto Blumenthal
- 1925 Heinrich Tietze
- 1926 Hans Hahn
- 1927 Friedrich Schilling, Danzig
- 1928 e 1936 Erhard Schmidt
- 1929 Adolf Kneser
- 1930 Rudolf Rothe, Berlim
- 1931 Ernst Sigismund Fischer
- 1932 Hermann Weyl
- 1933 Richard Baldus
- 1934 Oskar Perron
- 1935 Georg Hamel
- 1937 Walther Lietzmann
- 1938-1945 Wilhelm Süss
- 1946 Kurt Reidemeister
- 1948-1952 Erich Kamke
- 1953, 1955  Georg Nöbeling
- 1954 Hellmuth Kneser
- 1956 Karl-Heinrich Weise
- 1957 Emanuel Sperner
- 1958 Gottfried Köthe
- 1959 Willi Rinow
- 1960 Wilhelm Maak
- 1961 Ott-Heinrich Keller
- 1962 Friedrich Hirzebruch
- 1963 Wolfgang Haack
- 1964-1965 Heinrich Behnke
- 1966 Karl Stein
- 1967 Wolfgang Franz
- 1968-1977 Martin Barner
- 1977 Heinz Bauer
- 1978, 1979 Hermann Witting
- 1980-1981 Gerd Fischer
- 1982-1983 Helmut Werner, Bonn
- 1984-1985 Albrecht Dold
- 1986-1987 Wolfgang Schwarz
- 1988-1989 Willi Törnig
- 1990 Friedrich Hirzebruch
- 1991-1992 Winfried Scharlau
- 1993-1994 Martin Grötschel
- 1995-1997 Ina Kersten
- 1998-1999 Karl-Heinz Hoffmann
- 2000-2001 Gernot Stroth
- 2002-2003 Peter Gritzmann
- 2004-2005  Günther Wildenhain
- 2006-2008 Günter Matthias Ziegler
- 2009, 2010 Wolfgang Lück
- 2011 Christian Bär
- 2013–2014 Jürg Kramer
- 2015–2016 Volker Bach
- 2017-2018 Michael Röckner